# سونوگرافی درون‌مقعدی
سونوگرافی درون‌مقعدی یا سونوگرافی آندوآنال (انگلیسی: Endoanal ultrasound) نوعی روش تشخیصی پزشکی است که از ساختار درون مجرای مقعد تصویربرداری می‌کند.
از این روش تشخیصی برای بررسی برخی از علائم و مشکلات مقعدی-راست‌روده‌ای، همچون استفاده می‌شود. بی‌اختیاری مدفوع یا انسداد بر سر راه خروج مدفوع استفاده می‌شود.